# Leptodactylodon albiventris
Espèce
Synonymes
- Bulua albiventris Boulenger, 1905

Statut de conservation UICN

 EN  : En danger
Leptodactylodon albiventris est une espèce d'amphibiens de la famille des Arthroleptidae.

## Répartition
Cette espèce est endémique du Cameroun. Elle se rencontre de 300 à 1 000 m d'altitude sur le versant ouest du plateau sud-camerounais.

## Publication originale
- Boulenger, 1905 : Descriptions of new West-African frogs of the genera Petropedetes and Bulua. Annals and Magazine of Natural History, ser. 7, vol. 15, p. 281-283 (texte intégral).